# Lancieux
Lancieux település Franciaországban, Côtes-d’Armor megyében. Lakosainak száma 1602 fő (2022. január 1.). Lancieux Saint-Briac-sur-Mer és Beaussais-sur-Mer községekkel határos.

## Népesség
A település népességének változása:
| Lakosok száma | 1214 | 1156 | 1245 | 1330 | 1513 | 1517 | 1510 | 1558 | 1582 | 1602 |
|               | 1968 | 1982 | 1990 | 2006 | 2013 | 2015 | 2017 | 2019 | 2020 | 2022 |